# Marialbert Barrios
Marialbert Barrios (Venezuela, 1991) es una política venezolana electa como la diputada más joven de la Asamblea Nacional en 2015. Representa al circuito 1 del Distrito Capital, correspondiente a las parroquias La Pastora, el Junquito y Catia en el oeste de Caracas. Desde 2019 hasta el 5 de enero de 2021 fue vicepresidenta de la Comisión Permanente de Política Exterior, Soberanía e Integración de la Asamblea Nacional de Venezuela.

## Biografía
Marialbert Barrios es licenciada en estudios internacionales egresada de la Universidad Central de Venezuela (UCV), donde entre 2010 y 2011 fue candidata a representante estudiantil ante el Consejo de Facultad de la Facultad de Ciencias Económicas y Sociales, y se graduó con una maestría en estudios políticos y de gobierno en la Universidad Metropolitana (UNIMET).
En 2012 estuvo en el Comando Miranda con las elecciones regionales y en el Comando Nacional Venezuela en las elecciones presidenciales, y en 2013 perteneció al Comando Simón Bolívar y al Comando Simón Bolívar Libertador en las elecciones presidenciales de ese año. También ha sido diputada del Parlamento Latinoamericano y del Mercosur.
Marialbert fue elegida por consenso como diputada nominal para la coalición opositora de la Mesa de la Unidad Democrática al circuito 1 del Distrito Capital, correspondiente a las parroquias La Pastora, el Junquito y Catia en el oeste de Caracas, para el periodo 2015-2020 de la Asamblea Nacional. En 2016 fue integrante de la Comisión Permanente del Poder Popular y Medios de Comunicación y actualmente es tanto vicepresidente de la Comisión Permanente de Política Exterior como miembro de la comisión mixta que trabaja el proyecto de Ley de Transparencia, Divulgación y Acceso a la Información Pública. Barrios participó en el primer ciclo de talleres de formación para mujeres ofrecido por la Asamblea Nacional y en distintos paneles dirigidos hacia las mujeres.